# Alice de Rothschild
 (mai 2018).
Si vous disposez d'ouvrages ou d'articles de référence ou si vous connaissez des sites web de qualité traitant du thème abordé ici, merci de compléter l'article en donnant les références utiles à sa vérifiabilité et en les liant à la section « Notes et références ».
Alice Charlotte de Rothschild née en 1847 et morte en 1922 est une personnalité de la ville de Grasse.

## Biographie
Fille d'Anselm von Rothschild, de la branche allemande de la famille Rothschild, elle constitua la Villa Victoria dans les alentours de Grasse à partir de 1888. À sa mort, le domaine couvrait 135 ha, soit près de la moitié de la ville intra muros. Elle résidait à Grasse 6 mois par an et en Angleterre à Waddesdon Manor, durant la période estivale. Le domaine fut cédé par les héritiers à la ville et loti. Le parc botanique comportait de très nombreuses plantes exotiques, palmiers, cactus, aloès, etc.
Née le 17 février 1847 dans le palais Rothschild du 45, Neue Mainzer Strasse à Francfort-sur-le-Main, Alice clôt la quatrième génération des descendants de Mayer Amschel Rothschild qui, à la fin du siècle précédent, a fondé la dynastie des Rothschild. 
Alice fait partie de la branche viennoise que son grand-père Salomon, ami du prince de Metternich, a créée au début des années 1800 avec le Bankhaus S.M. von Rothschild. L’empereur François 1er d’Autriche récompensera les bons et loyaux services rendus par la famille Rothschild à l’empire autrichien en élevant en 1822, au rang de barons héréditaires Mayer Amschel, à titre posthume, ses cinq fils et tous leurs descendants légitimes portant le nom de Rothschild, sans distinction de sexe et de nationalité. Les successeurs de Salomon à la tête de la banque viennoise, respectivement Anselme puis Albert, père et frère d’Alice, conforteront la suprématie de la banque familiale dans la finance et l’industrie du pays. 
La mort en 1859 de sa mère, Charlotte, issue de la branche anglaise des Rothschild, amène Alice, alors âgée de douze ans, à suivre son frère Ferdinand qui s’est installé en Angleterre et est devenu sujet britannique. Après le veuvage de Ferdinand, le frère et la sœur resteront ensemble selon la formule « Separate but together ». 
Le conséquent héritage laissé par leur père en 1874 permet à Ferdinand de réaliser la construction de Waddesdon Manor, l’un des plus beaux châteaux d’Angleterre auquel la reine Victoria fera l’honneur d’une visite officielle en 1890. De son côté, Alice fera construire le manoir d’Eythrope, au bord de la Tamise, non loin de Waddesdon, au milieu des jardins qu’elle a elle-même conçus. Sujette alors à une crise de rhumatisme articulaire, elle renoncera à y résider et s’installera chez son frère à Waddesdon Manor.  
Pour fuir l’humidité de l’hiver anglais, Alice se rend régulièrement dès 1883 sur la Côte d’Azur. A Cannes, elle descend chez sa tante Betty qui vient d’achever la villa Marie-Thérèse et les cinq maisons annexes pour y recevoir les amis et les cousins Rothschild de Francfort, d’Angleterre et d’Autriche. (Le palais de la jeune cousine Béatrice sur le Cap-Ferrat, la villa « Ile de France », plus connue sous le nom de villa « Ephrussi », ne verra le jour qu’en 1912). 
Ce n’est qu’au sortir de l’hiver 1887-1888, que la baronne Alice décide de s’installer à Grasse, ville moyenne construite sur un éperon rocheux à 350 mètres d'altitude.

## Domaine Rothschild de Grasse

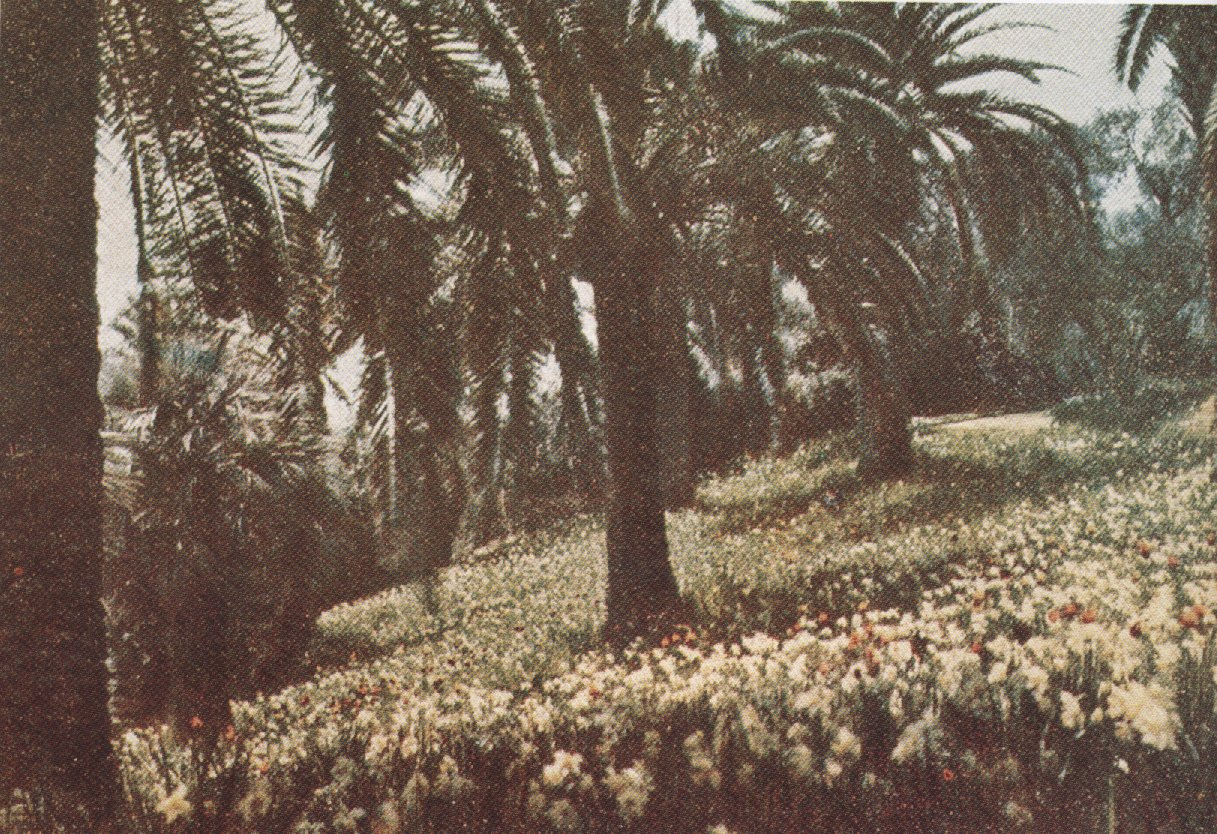
Le parc d'acclimatation de la Villa Victoria.

### Naissance du domaine Rothschild de Grasse
Les vertus thérapeutiques de la station hivernale sont vantées par les revues médicales anglaises comme The Lancet ou le British Medical Journal qui conseillent le site abrité des vents et en légère altitude de Grasse qui, été comme hiver, bénéficie d’un climat tempéré favorable aux personnes asthmatiques, aux malades atteints de pleurésies chroniques - bronchites, phtisie, maladies de cœur - aux goutteux, aux rhumatisants, aux diabétiques et aux névropathes.  
Outre ces avantages médicaux, la baronne est sensible au statut de capitale mondiale des fleurs et des parfums de Grasse. Elle est convaincue que les expériences de jardins exotiques en bord de mer, comme le domaine Hanbury à la Mortola en Italie ou le domaine des cousins à Cannes, sont transposables à Grasse du fait de son climat sec et de sa situation protégée. De plus, l’arrière-pays a des réserves foncières infinies qui permettent de créer des jardins sur une vaste superficie. Enfin, peu portée sur les mondanités, la baronne apprécie l’éloignement du faste et des paillettes de la Côte.
Le site retenu se trouve à proximité du Grand Hôtel sur la belle colline ensoleillée du Malbosc dominant la plaine de Mouans-Sartoux jusqu’à la mer. Cet hiver 1887/88 marque le début d’un projet qui, pendant une vingtaine d’années, jusqu’à 1908, va agréger près d’une quarantaine de parcelles de terres pour former un vaste domaine de 145 hectares d’un seul tenant. Les premières acquisitions d’avril à octobre 1888 constituent l’assise de la villa Victoria, édifice résultant de la juxtaposition d’un nouveau corps de bâtiment à côté de l’ancienne villa Césarie. Construite en un temps record de 4 mois, la villa Victoria comporte 37 pièces sur 4 étages. En accélérant la construction de la villa, la baronne montre que son projet grassois porte moins sur l’architecture que sur les jardins auxquels elle va consacrer toute son énergie et son argent. Près d’une centaine d’ouvriers agricoles travaillent en permanence à l’entretien du domaine scindé entre le Grand Jardin et le Parc paysager.

### Le grand jardin
Depuis ses réalisations à Waddesdon Manor et à Eythrope, Alice a prouvé sa maîtrise de l’art horticole et son sens de l’architecture paysagère. En contrebas des terrasses de la villa Victoria, le Grand Jardin insère la villa dans un écrin végétal de près de 3 hectares. Il répond en tous points aux principes du jardin botanique à dominante exotique. Parcouru par des allées sablées courbes délimitant des pentes gazonnées, agrémenté de petits ruisseaux artificiels courant en cascade parmi les massifs de fleurs, le Grand Jardin met en valeur la flore exotique composée de chamaerops excelsa, washingtonias robusta, brahoeas roezli, dracaenas, yuccas, bambous géants ou cactées tentaculaires. 
Considéré comme l’un des plus beaux jardins exotiques de la Côte d’Azur, le Grand Jardin aura droit le 15 février 1911 à un reportage photographique du journal « La Vie à la Campagne ».

### Le parc paysager
Au-dessus de la villa Victoria, le Parc paysager couvre toute la colline du Malbosc jusqu’à son sommet coiffé par le Pavillon de thé. La partie basse du chemin de la Coste d’Or conserve les larges surfaces gazonnées émaillées de fleurs, de palmiers et d’arbustes exotiques mais mélangées aux oliviers et agrumes. Au fur et à mesure de la montée vers le Pavillon de thé, on traverse une forêt à dominante de chênes verts et de pins d’Alep, puis des sous-bois aux senteurs vives et pénétrantes des plantes aromatiques telles que la bruyère, le myrte ou le romarin. Bientôt, le chemin débouche sur les abords du Pavillon de thé où des échappées sont ménagées pour découvrir le panorama ouvert sur la Méditerranée et les îles de Lérins.

### Le chemin carrossable
Entre la villa Victoria et le Pavillon de thé, un chemin carrossable de trois kilomètres environ sinue à travers la colline du Malbosc. Selon un rituel immuable, chaque après-midi, la baronne prend les rênes de son attelage tiré par deux poneys, Sacha et Sultan, pour rejoindre, seule ou en compagnie d'amis, le Pavillon de thé et redescend avant la tombée de la nuit. Cette promenade provençale reproduit les habitudes de Waddesdon Manor où les invités sont amenés en calèche sur les bords de la Tamise pour canoter et prendre le thé.

### Confort et tourisme
Jusqu’au début de la Grande Guerre, la baronne Alice vient en hivernante à Grasse de début octobre jusqu’à mi-mars. Elle se déplace avec toute sa domesticité anglaise composée d’une vingtaine de personnes. Habituée au confort de ses résidences en Angleterre, sa contribution à de nombreux projets de modernisation sera déterminante. En 1889, elle apporte le financement nécessaire à la canalisation des eaux du Foulon, indispensable à l’irrigation de son domaine. En 1888, la villa est raccordée au gaz de ville et en 1891, fait partie des cinquante premiers abonnés au téléphone. Il en sera de même pour l’équipement en électricité et le raccordement au réseau d’égouts.
Ces impulsions favorisent le développement du tourisme notamment auprès des villégiateurs britanniques qui apprécient la station climatique. Le Grand Hôtel et les villas avoisinantes attirent une clientèle croissante d’hivernants. Peu à peu, la communauté anglaise comptera près d’une centaine de foyers au détour des années 1900.

### Les visiteurs de la villa Victoria
Le Grand Jardin devient une attraction recherchée par toute l’aristocratie européenne. Centre d’une vie sociale intense, la villa Victoria reçoit nombre de visiteurs de marque donnant souvent lieu à la célébration très anglaise de la plantation d’arbres : l’impératrice Elisabeth d’Autriche, le prince de Galles, futur Edouard VII, et son épouse la princesse Alexandra qui sont des familiers des lieux, le prince Georges, futur roi Georges V, les princesses Louise et d’Albany, les grandes-duchesses Cécile de Mecklembourg-Schwerin et de Saxe-Cobourg-Gotha, le Shah de Perse, l’empereur du Brésil Dom Pedro etc. 

### Séjour de la reine Victoria en avril 1891
Mais, la plus prestigieuse des visites sera celle rendue par la reine Victoria lors de son séjour grassois du 25 mars au 28 avril 1891. À la suite de l’annulation d’un voyage privé en Italie, la reine décida de découvrir par elle-même ce « paradis terrestre » dont ses filles parlaient si souvent en évoquant les travaux titanesques engagés par la baronne Alice de Rothschild à Grasse. Ce séjour de cinq semaines sera l’occasion pour la jeune station hivernale de montrer au monde entier ses atouts touristiques. Pour célébrer décemment le culte anglican en présence de la reine et de sa suite d’une cinquantaine de personnes, la communauté anglaise se mobilisa pour ériger la chapelle Victoria inaugurée le Vendredi Saint, 27 mars 1891 par la reine. En remerciement du bon accueil, la reine fera don d’un grand vitrail au temple anglican.

### La fin du domaine
Restée en Angleterre durant les quatre années de la Grande Guerre, la baronne ne revient à Grasse qu’en octobre 1919. Mal entretenus, les jardins ont non seulement perdu leur lustre, mais ils se sont démodés. Dans les nouveaux jardins de la villa de Croisset voisine, Ferdinand Bac a enlevé toute référence aux plantes exotiques. Alice ne reviendra que trois hivers et mourra le 3 mai 1922 sur le chemin de retour vers l’Angleterre.
Le domaine sera cédé pour une bouchée de pain à la ville de Grasse par le légataire universel, le baron Edmond de Rothschild. Ce « cadeau royal » mettait fin aux craintes des édiles municipaux sur une cession à un tiers privé d’un domaine de 145 hectares, stratégique pour le débouché urbain de la ville vers Nice. En 1927, le baron Edmond céda également la collection de pipes assemblée à Grasse par Alice. La collection est conservée à la médiathèque Saint-Hilaire à Grasse.
Le cession du domaine se révéla un cadeau empoisonné : la mise en valeur du domaine nécessitait des moyens financiers hors de proportion avec les capacités de la ville. Contrainte de confier à une société privée l’ensemble des travaux de viabilisation, de voirie et de lotissement, la ville dut finalement se substituer au promoteur défaillant. En 1929, l'ancienne villa Victoria fut démolie pour donner place à un hôtel, le Parc Palace (immeuble aujourd'hui copropriété privée sous le nom de Palais provençal). Du domaine, évalué à 72 millions d’euros en 1923, la ville percevra moins d’un million d’euros lors de la vente aux enchères en juin 1938. 
Malgré ces vicissitudes, l’ancien domaine Rothschild a conservé son caractère agreste et résidentiel. 
Des 35 années passées par la baronne Alice, il reste aujourd'hui :
- le Pavillon de thé, avenue Honoré Lions, 06130 Grasse
- la collection de pipes (400 exemplaires) et de boites d'allumettes (100 environ)